# جورج الكسندر درو (سياسي)
جورج الكسندر درو هو قاضي ومحامي وسياسي كندي، ولد في 21 فبراير 1826، وتوفي في 5 يوليو 1891. انتخب عضو مجلس العموم الكندي.